# Proxima Centauri
Proxima Centauri er en lille stjerne, der befinder sig 4,2465 lysår fra Solen i stjernebilledet Kentauren, der kan ses fra den sydlige halvkugle. Stjernens navn betyder på latin "nærmeste (stjerne) i Kentauren". Den blev opdaget i 1915 af Robert T. A. Innes på Union Observatory i Johannesburg i Sydafrika og er den stjerne, der befinder sig tættest på Solen. Med en tilsynelaende størrelsesklasse på 11,13 er stjernen for lille til at kunne observeres med det blotte øje. Proxima Centauri er en del af stjernesystemet Alpha Centauri og har som komponent i dette system betegnelsen Alpha Centauri C, hvor den befinder sig 2.18° sydvest for Alpha Centauri AB-parret. Den befinder sig for øjeblikket 12.950 AU (0,2 lysår) fra AB, som Proxima Centauri kredser om med en omløbstid på ca. 550.000 år.
Proxima Centauri er en rød dværg med en masse på ca. 12,5% af Solens masse. Som følge af Proxima Centauris nærhed til Jorden kan dens vinkeldiameter måles direkte. Dens faktiske diameter er ca. en syvendedel (14%) af Solens diameter. Selvom den har en meget lav gennemsnitlig luminositet, er Proxima Centauri en flarestjerne, der tilsyneladende tilfældigt undergår dramatiske ændringer i lysstyrken som følge af magnetisk aktivitet. Stjernens magnetfelt Stjernens magnetfelt skabes af konvektion i hele stjernelegemet, og den resulterende flare-aktivitet genererer en samlet røntgenstråling svarende til den, der produceres af Solen. Den interne sammensætning af dens brændstof ved konvektion gennem dens kerne, og Proximas relativt lave energiproduktionshastighed, betyder, at det vil være en stjerne i hovedserien i de næste ca. fire billioner år.
Proxima Centauri har to kendte exoplaneter og en potentiel exoplanet: Proxima Centauri b, Proxima Centauri d og den omstridte  Proxima Centauri c. Proxima Centauri b kredser om stjernen i en afstand på ca. 0,05 AU med en omløbsperiode på cirka 11,2 jorddage. Dens estimerede masse er mindst 1,07 gange Jordens. Proxima b kredser inden for Proxima Centauris beboeligezone – det område, hvor temperaturen er den rigtige for at flydende vand kan eksistere på dens overflade. Men da Proxima Centauri er en rød dværg og en flarestjerne, er planetens beboelighed meget usikker. En kandidat "superjordklode", Proxima Centauri c, ca. 1,5 AU væk fra Proxima Centauri, kredser om den i løbet af 1.900 dage. En planet væsentlig mindre end Jorden, Proxima Centauri d, er i en afstand af 0,092 AU og kredser om stjernen hver 5,1 dag.